# IEEE 802.3
IEEE 802.3 fue el primer intento para estandarizar redes basadas en Ethernet, incluyendo las especificaciones del medio físico subyacente. Aunque hubo un campo de la cabecera que se definió  diferente, posteriormente hubo ampliaciones sucesivas al estándar que cubrieron las ampliaciones de velocidad (Fast Ethernet, Gigabit Ethernet y el de 10 Gigabit Ethernet), redes virtuales, hubs, conmutadores y distintos tipos de medios, tanto de fibra óptica como de cables de cobre (tanto par trenzado como coaxial).
Los estándares de este grupo no reflejan necesariamente lo que se usa en la práctica, aunque a diferencia de otros grupos este suele estar cerca de la realidad. 

## Versiones de 802.3 (Tabla)
| Estándar Ethernet     | Fecha                     | Descripción |
| --------------------- | ------------------------- | --- |
| Ethernet              | 1973 (patentadas en 1978) | 2,85 Mbit/s sobre cable coaxial en topología de bus. |
| Ethernet II (DIX v2.0 | 1980                      | 10 Mbit/s sobre coaxial fino (thinnet) - La trama tiene un campo de tipo de paquete. El protocolo IP usa este formato de trama sobre cualquier medio. |
| IEEE 802.3            | 1983                      | 10BASE5 10 Mbit/s sobre coaxial grueso (thicknet). Longitud máxima del segmento 500 metros - Igual que DIX, salvo que el campo de Tipo se substituye por la longitud. |
| 802.3a                | 1985                      | 10BASE2 10 Mbit/s sobre coaxial fino (thinnet o cheapernet). Longitud máxima del segmento 185 metros, se amplió a 200 para evitar problemas con los números |
| 802.3b                | 1985                      | 10BROAD36 |
| 802.3c                | 1985                      | Especificación de repetidores de 10 Mbit/s |
| 802.3d                | 1987                      | FOIRL (Fiber-Optic Inter-Repeater Link) enlace de fibra óptica entre repetidores. |
| 802.3e                | 1987                      | 1BASE5 o StarLAN |
| 802.3i                | 1990                      | 10BASE-T 10 Mbit/s sobre par trenzado no blindado (UTP). Longitud máxima del segmento 150 metros. |
| 802.3j                | 1993                      | 10BASE-F 10 Mbit/s sobre fibra óptica. Longitud máxima del segmento 1000 metros. |
| 802.3u                | 1995                      | 100BASE-TX, 100BASE-T4, 100BASE-FX Fast Ethernet a 100 Mbit/s con auto-negociación de velocidad. |
| 802.3x                | 1997                      | Full Duplex (Transmisión y recepción simultáneos) y control de flujo. |
| 802.3y                | 1998                      | 100BASE-T2 100 Mbit/s sobre par trenzado no blindado(UTP). Longitud máxima del segmento 100 metros |
| 802.3z                | 1998                      | 1000BASE-X Ethernet de 1 Gbit/s sobre fibra óptica. |
| 802.3ab               | 1999                      | 1000BASE-T Ethernet de 1 Gbit/s sobre par trenzado no blindado |
| 802.3ac               | 1998                      | Extensión de la trama máxima a 1522 bytes (para permitir las "Q-tag") Las Q-tag incluyen información para 802.1Q VLAN y manejan prioridades según el estándar 802.1p. |
| 802.3ad               | 2000                      | Agregación de enlaces paralelos. Movido a 802.1AX |
| 802.3ae               | 2003                      | Ethernet a 10 Gbit/s ; 10GBASE-SR, 10GBASE-LR |
| IEEE 802.3af          | 2003                      | Alimentación sobre Ethernet (PoE). |
| 802.3ah               | 2004                      | Ethernet en la última milla. |
| 802.3ak               | 2004                      | 10GBASE-CX4 Ethernet a 10 Gbit/s sobre cable bi-axial. |
| 802.3an               | 2006                      | 10GBASE-T Ethernet a 10 Gbit/s sobre par trenzado no blindado (UTP) |
| 802.3ap               | 2007                      | Ethernet de 1 y 10 Gbit/s sobre circuito impreso. |
| 802.3aq               | 2006                      | 10GBASE-LRM Ethernet a 10 Gbit/s sobre fibra multimodo. |
| P802.3ar              | anulado                   | Gestión de la Congestión (retirado) |
| 802.3as               | 2006                      | Extensión de la trama |
| 802.3at               | 2009                      | Mejoras de Alimentación sobre Ethernet (25.5 W) |
| 802.3au               | 2006                      | Requisitos de Aislamiento para Alimentación sobre Ethernet (802.3-2005/Cor 1) |
| 802.3av               | 2009                      | Red óptica pasiva Ethernet a 10 Gbit/s (EPON). |
| 802.3aw               | 2007                      | Arreglada una ecuación en la publicación de 10GBASE-T (liberado como 802.3-2005/Cor 2) |
| 802.3-2008            | 2008                      | Una revisión del estándar que incorpora las modificaciones 802.3an/ap/aq/as, dos correcciones y erratas. La agregación de enlaces se desplazó a 802.1AX. |
| 802.3az               | 2010                      | Ethernet Energéticamente Eficiente |
| 802.3ba               | 2010                      | Ethernet a 40 Gbit/s y 100 Gbit/s. 40 Gbit/s sobre un backplane a más de 1 m, sobre cable de cobre a más de 10 m (4 calles a 25 Gbit o 10 calles a 10 Gbit) y 100 m de fibra óptica multimodo y 100 Gbit/s hasta 10 m of cable de cobre, 100 m of fibra óptica multimodo o 40 km de fibra óptica monomodo respectivamente.                                    |
| 802.3-2008/Cor 1      | 2009                      | Aumentar los tiempos PRD (Pause Reaction Delay), insuficientes para 10 Gbit/s (grupo de trabajo 802.3bb). |
| 802.3bc               | 2009                      | Trasladar y actualizar los TLVs (tipo, longitud, valores) relacionados con Ethernet, anteriormente especificados en el Anexo F de IEEE 802.1AB (LLDP) a 802.3. |
| 802.3bd               | 2010                      | Control de flujo basado en prioridades. Una modificación al estándar IEEE 802.3 del Grupo de Trabajo IEEE 802.1 Data Center Bridging (802.1Qbb) para añadir una trama de control de flujo basada en prioridades IEEE 802.1Qbb. |
| 802.3.1               | 2011                      | Definiciones MIB para Ethernet. Consolida en un documento las MIBs relacionadas con Ethernet del Anexo 30A&B, de varias RFCs de IETF, y del Anexo F 802.1AB (grupo de trabajo P802.3be). |
| 802.3bf               | 2011                      | Proporcionar una indicación exacta de los tiempos de inicio de la transmisión y recepción de determinados proyectos necesarios para soportar IEEE P802.1AS. |
| 802.3bg               | 2011                      | Proporcionar un PMD a 40 Gbit/s que sea ópticamente compatible con las interfaces de fibra óptica monomodo a 40 Gbit/s (OTU3/STM-256/OC-768/40G POS). |
| 802.3-2012            | 2012                      | Un revisión del estándar base que incorpora modificaciones en 802.3at/av/az/ba/bc/bd/bf/bg, una corrección y erratas. |
| 802.3bj               | Jun 2014                  | Definir un backplane PHY de 4 calles a 100 Gbit/s backplane PHY que funcione sobre enlaces compatibles con “FR-4 mejorado” (tal como se define en IEEE P802.3ap) a distancias superiores a 1m y un backplane PHY de 4 calles a 100 Gbit/s backplane PHY que funcione sobre enlaces compatibles con cable twinaxial de cobre a distancias superiores a los 5m. |
| 802.3bk               | 2013                      | Esta modificación del estándar IEEE 802.3 define las especificaciones de la capa física y parámetros de gestión para el funcionamiento de EPON en redes ópticas pasivas punto-multipunto que soportan PMDs de clase PX30, PX40, PRX40 y PR40. |
| 802.3bm               | 2015                      | 100G/40G Ethernet para fibra óptica. |
| 802.3bp               | 2016                      | 1000BASE-T1 - Gigabit Ethernet sobre par trenzado, en entornos del sector del automóvil e industrial. |
| 802.3bq               | Jun 2016                  | 25G/40GBASE-T en par trenzado de 4 pares balanceado con 2 conectores a distancias superiores a los 30 m. |
| 802.3bs               | ~ 2017                    | Ethernet a 400 Gbit/s sobre fibra óptica utilizando múltiples líneas a 25G/50G. |
| 802.3bt               | ~ 2017                    | Mejoras de Alimentación sobre Ethernet (100W) utilizando par trenzado de 4 pares balanceado, menor potencia de reserva y mejoras específicas para soportar aplicaciones IoT (p.e. iluminación, sensores, automatización de edificios). |
| 802.3bw               | 2015                      | 100BASE-T1 – Ethernet a 100 Mbit/s sobre par trenzado para aplicaciones del sector del automóvil |
| 802.3-2015            | 2015                      | 802.3bx – una nueva revisión consolidada del estándar 802.3 incluyendo modificaciones en 802.2bk/bj/bm |
| 802.3by               | Jun 2016                  | Ethernet a 25 Gbit/s |
| 802.3bz               | Sep 2016                  | Ethernet a 2.5 Gbit/s y 5 Gbit/s sobre par trenzado – 2.5GBASE-T y 5GBASE-T de categoría 5/categoría 6. |
| 802.3ca               | ~2019                     | 100G-EPON – 25 Gb/s, 50 Gb/s, y 100 Gb/s sobre redes ópticas pasivas. |
| 802.3cc               | ~2017                     | 25 Gb/s sobre fibra monomodo. |
| 802.3cd               | ~2018                     | Parámetros de control de acceso al medio para 50 Gb/s, capas físicas y parámetros de gestión de 50 Gb/s, 100 Gb/s, y 200 Gb/s. |

## MAC en 802.3
- Formato trama:

| 7 bytes   | 1 byte | 6 bytes      | 6 bytes     | 2 bytes         | 46 - 1500 bytes | 4 bytes |
| PREAMBULO | SFD    | Dir. Destino | Dir. Origen | Tipo / Longitud | Datos + Relleno | FCS     |
Nota: Al final de la trama hay un intervalo llamado IFG de 12 bytes que no se utiliza, se explica más adelante.
- Preámbulo: Sincronización bit "10101010" (x7).
- SFD: Delimitador de comienzo de trama "10101011".
- Tipo / Longitud:

Para DIX (Digital, Intel, Xerox) este campo significa Tipo de contenido de forma que el tamaño de la trama no se sabe. Se espera a que acabe para más tarde calcular hacia atrás los campos FCS y Datos + Relleno. Para IEEE este campo pasó a significar Longitud de la trama. Para diferenciar a qué se refiere (si a Tipo o a Longitud) un valor en ese campo se llegó a esto:
- DIX Valores > 1536.
- IEEE Valores < 1536.
- Datos + Relleno:

- Trama mínima de 64 bytes (512 bits -> 51,2 μs).
- Como Tx ≥ 2Tp: Datos+Relleno ≥ 46 bytes.
- FCS -> CRC:

Secuencia de chequeo de trama. Es un CRC de un polinomio generador de orden 32:
x^32+x^26+x^23+x^22+x^16+x^12+x^11+x^10+x^8+x^7+x^5+x^4+x^2+x+1
- Direcciones IEEE:

3 bytes -> OUI: Identificador organización.
En OUI hay 2 bits interesantes:
El bit de Unicast (si es 0) o Multicast (si es 1)
El bit de Globales (0) o Locales (1)
3 bytes -> NIC: Id. Tarjeta interfaz de Red.
Notación (por ejemplo): F2:3E:C1:8A:B1:01
Dirección de difusión (broadcast) FF:FF:FF:FF:FF:FF. Este tipo de dirección se utiliza para que todos los equipos conectados en el mismo dominio de difusión recojan la trama.
- IFG: "Gap" Interface -> 12 bytes (96 bits) es un intervalo de espera que se realiza siempre antes de empezar a transmitir aun si el medio está libre.